# Joiner, Arkansas
Joiner là một thành phố thuộc quận Mississippi, tiểu bang Arkansas, Hoa Kỳ. Năm 2010, dân số của thành phố này là 576 người.

## Dân số
- Dân số năm 2000: 540 người.
- Dân số năm 2010: 576 người.